# 青洲仔半島

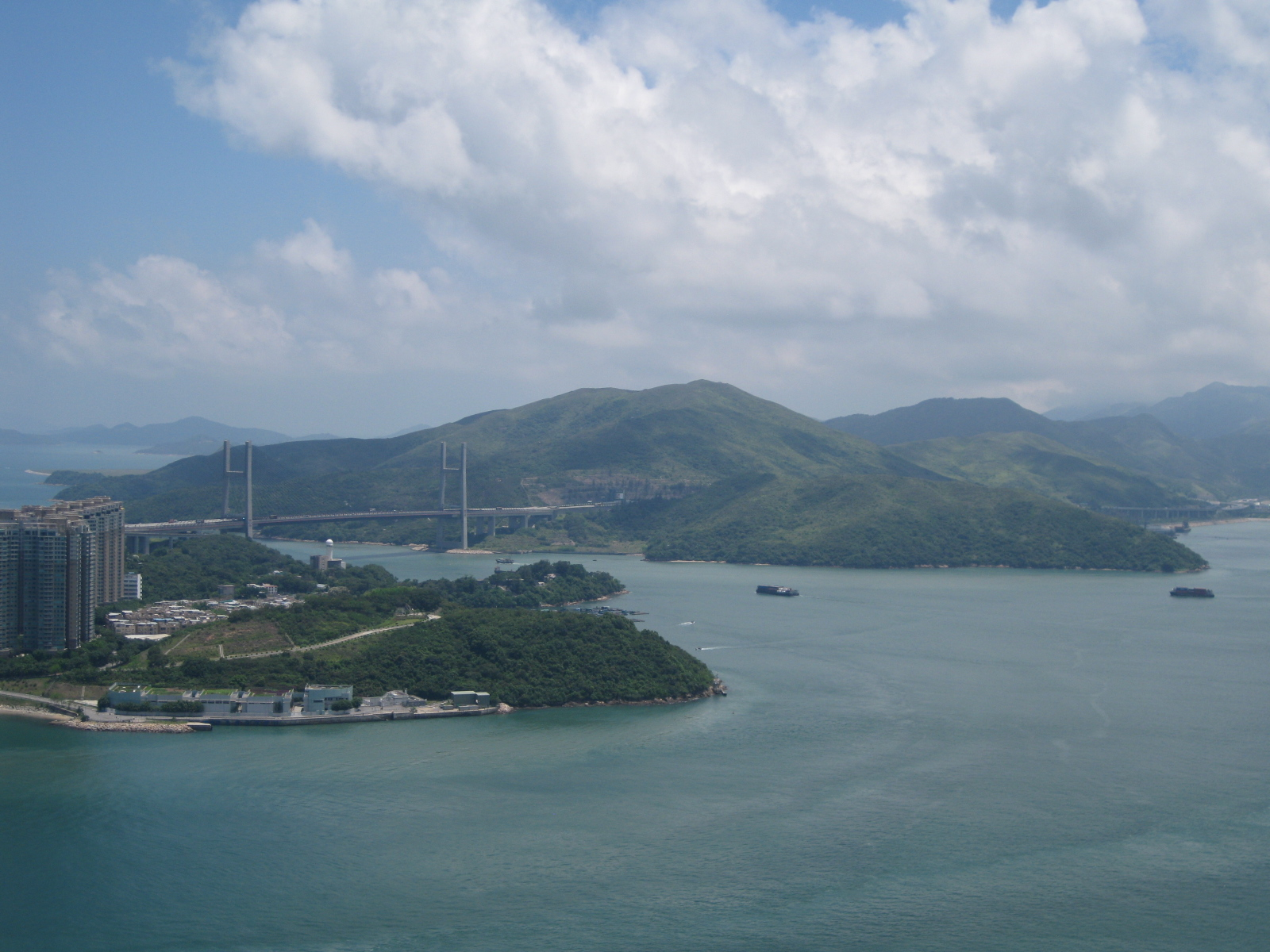
青洲仔半島全景

青洲仔半島（英語：Tsing Chau Tsai Peninsula）位於香港大嶼山東北部，得名自半島內一個名為青洲仔的地方。整個半島的範圍大致上為大嶼山屬於荃灣區的外飛地（而大嶼山其他部分屬於離島區）。
汲水門大橋把青洲仔半島和馬灣連接在一起。
在大嶼山東北部分區計劃中，建議發展青洲仔半島和大小交椅洲為主題公園、貨櫃碼頭和貨櫃後勤用地，其中的主題公園已經落成，即香港迪士尼樂園。

## 區議會議席分佈
為方便比較，以下列表以整個半島為範圍。
| 年度/範圍  | 2000-2003      | 2004-2007      | 2008-2011      | 2012-2015      | 2016-2019 | 2020-2023 |
| ---------- | -------------- | -------------- | -------------- | -------------- | --------- | --------- |
| 青洲仔半島 | 荃灣郊區西選區 | 荃灣郊區西選區 | 荃灣郊區西選區 | 荃灣郊區西選區 | 馬灣選區  | 馬灣選區  |

註：以上主要範圍尚有其他細微調整（包括編號），請參閱有關區議會選舉選區分界地圖及條目。